# ترنج (آلبوم)
ترنج، اولین آلبوم رسمی محسن نامجو است. آلبوم ترنج مدت‌ها در دفتر شعر و موسیقی وزارت ارشاد در انتظار مجوز مانده بود و در نهایت مجوز انتشار آن توسط مرکز موسیقیِ راپورت صادر شد.
ضبط این آلبوم با گروه ماد و در استودیو رهگذر انجام شده است.

## آهنگ‌ها
1. ترنج - براساس شعرهایی از حافظ و خواجوی کرمانی
2. رو سر بنه به بالین - شعر از مولوی و باباطاهر
3. تلخی نکند - شعر از مولوی
4. واوا لیلی - شعر از بابا طاهر
5. ترسم که - شعر از حافظ
6. دل می‌رود - شعر از حافظ
7. جُره باز - شعر از بابا طاهر
8. در میان جان (ونگ ونگ) - شعر از عطار
9. زلف - شعر از حافظ

قطعهٔ تصویری رو سربنه به بالین نیز در نسخهٔ رسمی آلبوم قرار دارد که تنها توسط رایانه قابل مشاهده است.